# Atholus arrowi
Atholus arrowi är en skalbaggsart som först beskrevs av Desbordes 1923.  Atholus arrowi ingår i släktet Atholus och familjen stumpbaggar. Inga underarter finns listade i Catalogue of Life.